# La Manga 2.ª Sección (El Jobal)
La Manga 2.ª Sección (El Jobal) es una localidad del municipio de Centro ubicado en la subregión centro del estado mexicano de Tabasco.

## Geografía
La localidad de La Manga 2.ª Sección (El Jobal) se sitúa en las coordenadas geográficas 18°01′10″N 92°52′10″O / 18.019444, -92.869444, a una elevación de 10 metros sobre el nivel del mar.

## Demografía
Según el Conteo de Población y Vivienda 2020, efectuado por el Instituto Nacional de Estadística y Geografía, la localidad de La Manga 2.ª Sección (El Jobal) tiene 1,481 habitantes, de los cuales 716 son del sexo masculino y 765 del sexo femenino. Su tasa de fecundidad es de 1.98 hijos por mujer y tiene 396 viviendas particulares habitadas.
| Gráfica de evolución demográfica de La Manga 2.ª Sección (El Jobal) entre 1980 y 2020 |
|                                                                                       |
| INEGI.                                                                                |